# Huis Ten Bosch (Japon)
Pour les articles homonymes, voir Huis ten Bosch (homonymie).
Huis Ten Bosch (ハウステンボス, Hausu Ten Bosu) est un parc à thème japonais de la préfecture de Nagasaki qui recrée les Pays-Bas en montrant des copies taille réelle de vieux bâtiments néerlandais. Le nom Huis Ten Bosch signifie « Maison dans la Forêt ». Il est baptisé d'après le palais de Huis ten Bosch, une des quatre résidences principales de la Famille royale néerlandaise, situées à La Haye aux Pays Bas.
Le parc comporte beaucoup de bâtiments de style néerlandais tels que des hôtels, des villas, des théâtres, des musées, des magasins et des restaurants, avec des canaux, des moulins à vent, des manèges et un parc planté de fleurs de saison. Huis Ten Bosch, qui a ouvert en mars 1992, est situé sur l'île Hario dans la partie méridionale de Sasebo, faisant face à la baie d'Ōmura. Sa localisation reflète les relations historiques entre les Pays-Bas et le Japon, qui ont commencé en 1609 apr. J.-C. lorsqu'un comptoir commercial a été ouvert par les Néerlandais à Hirado, non loin de Sasebo. 

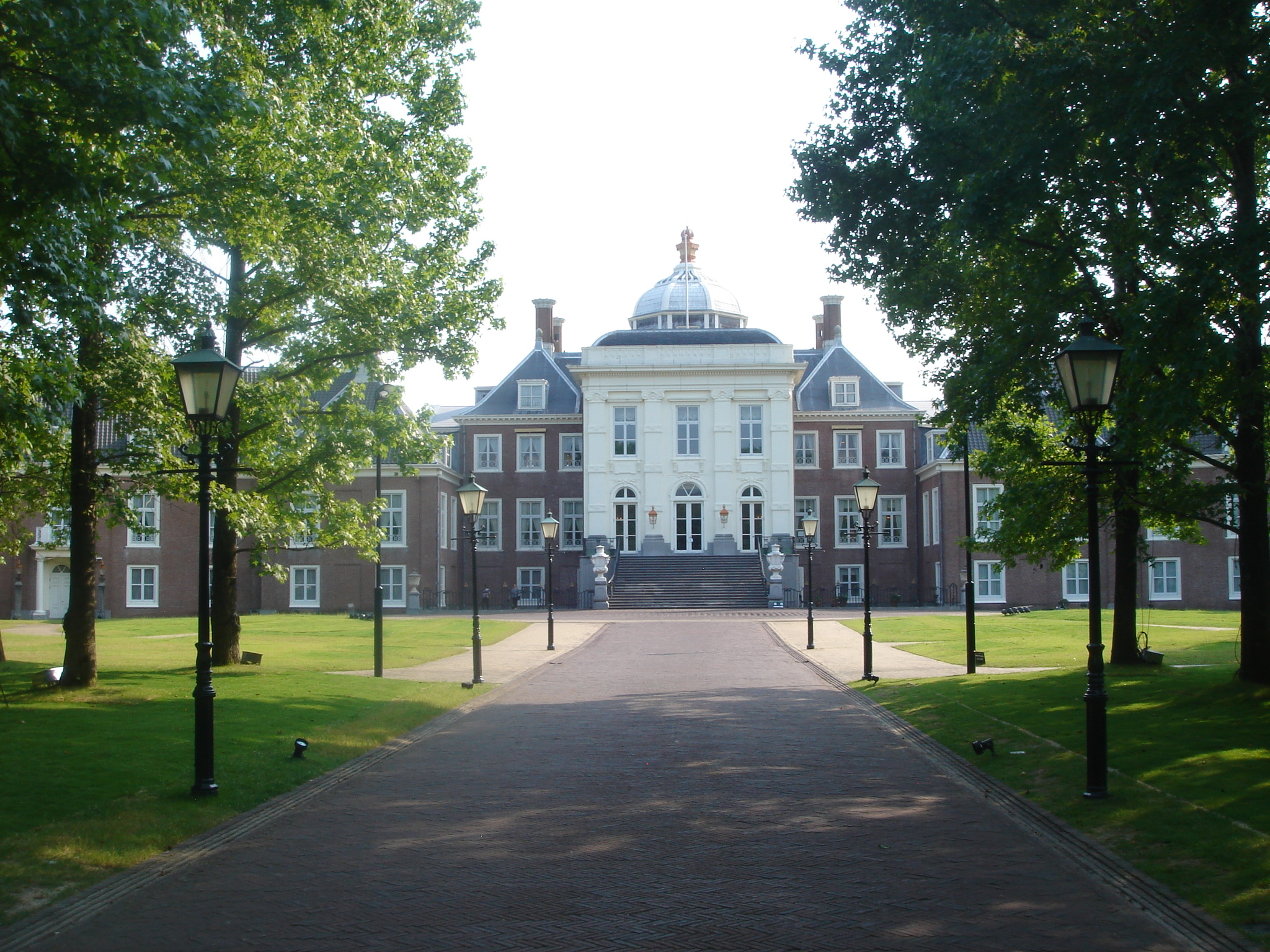
Le palais de Huis Ten Bosch.
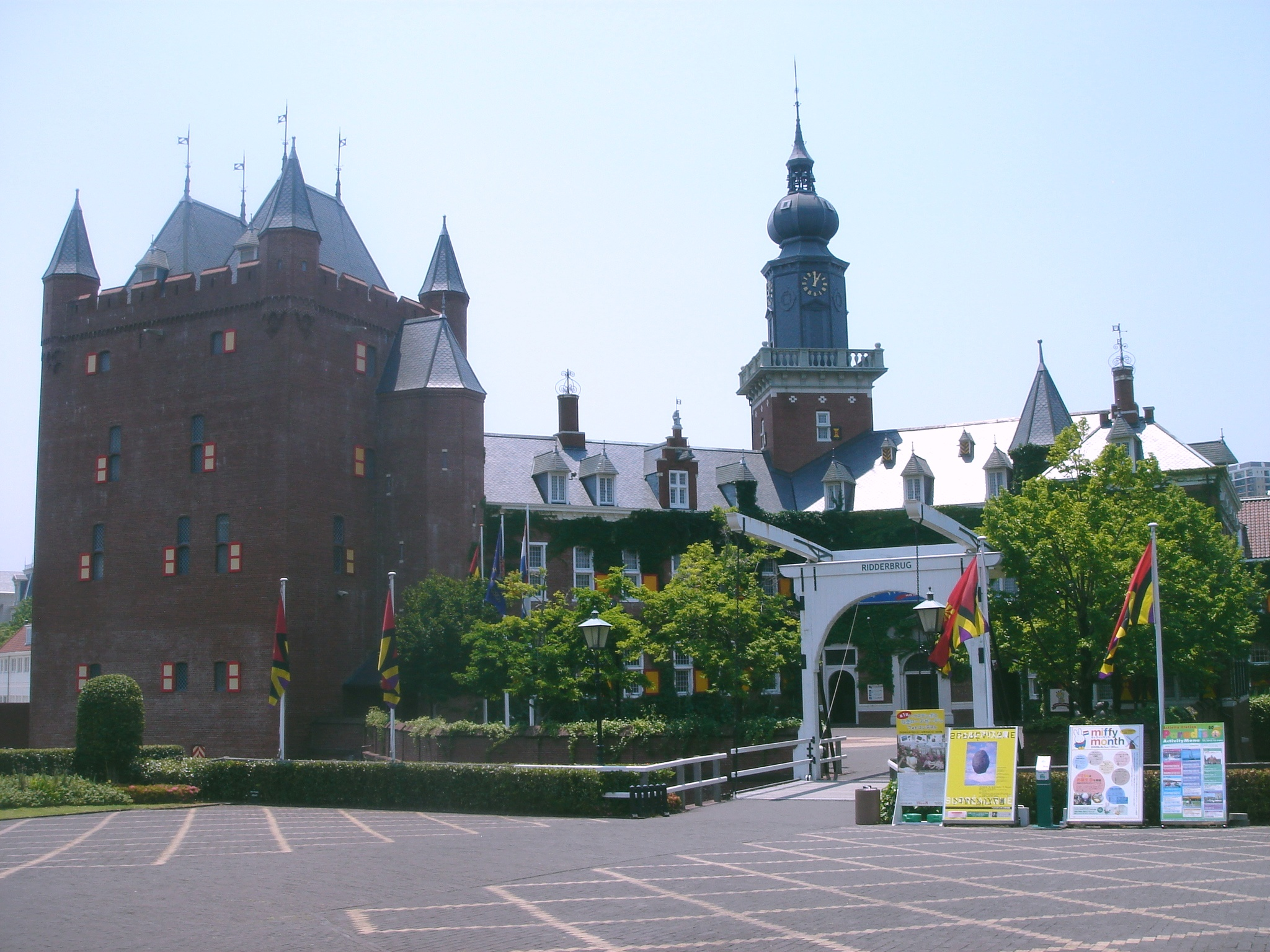
Le château Nijenrode.
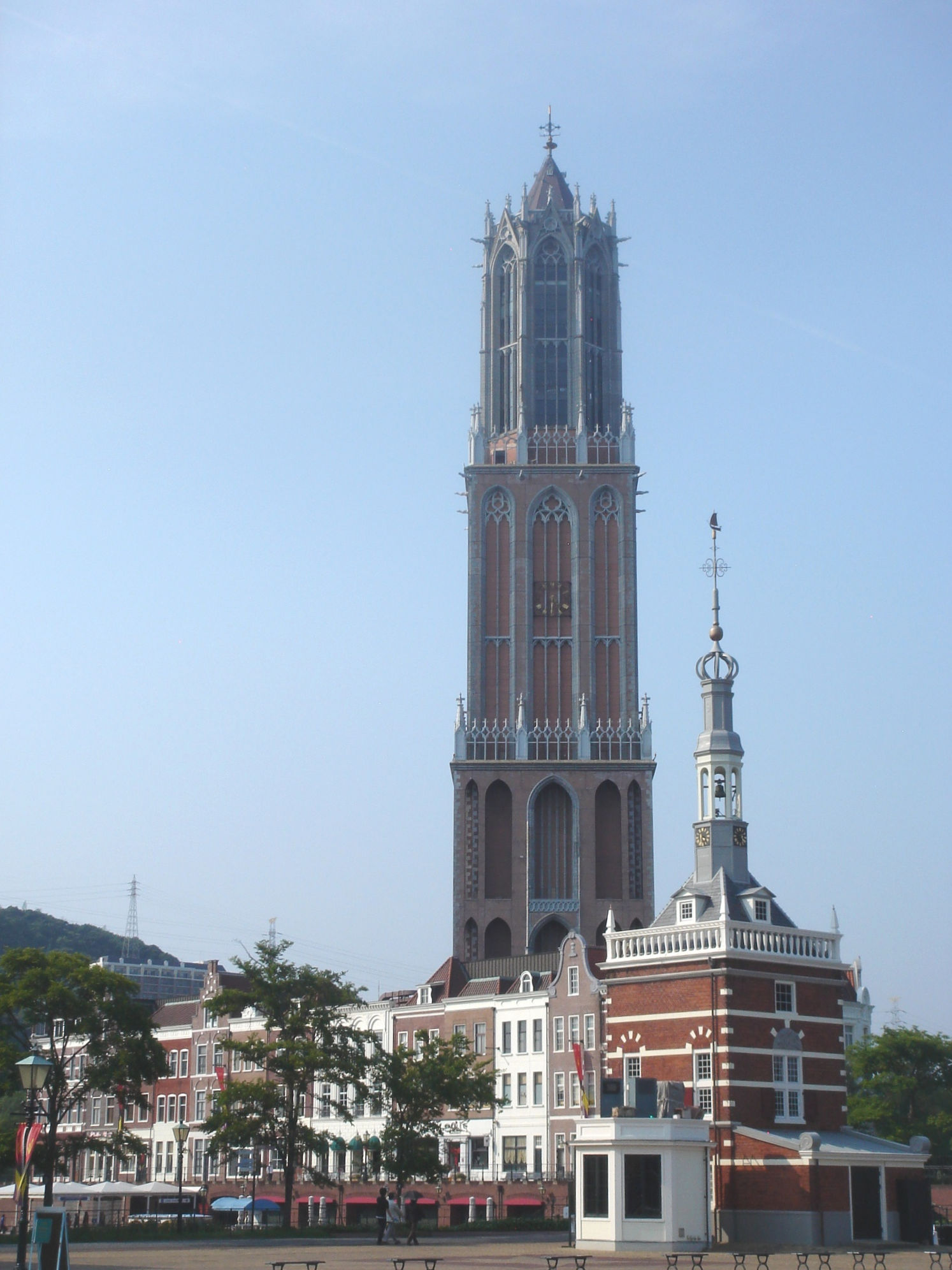
L'église.
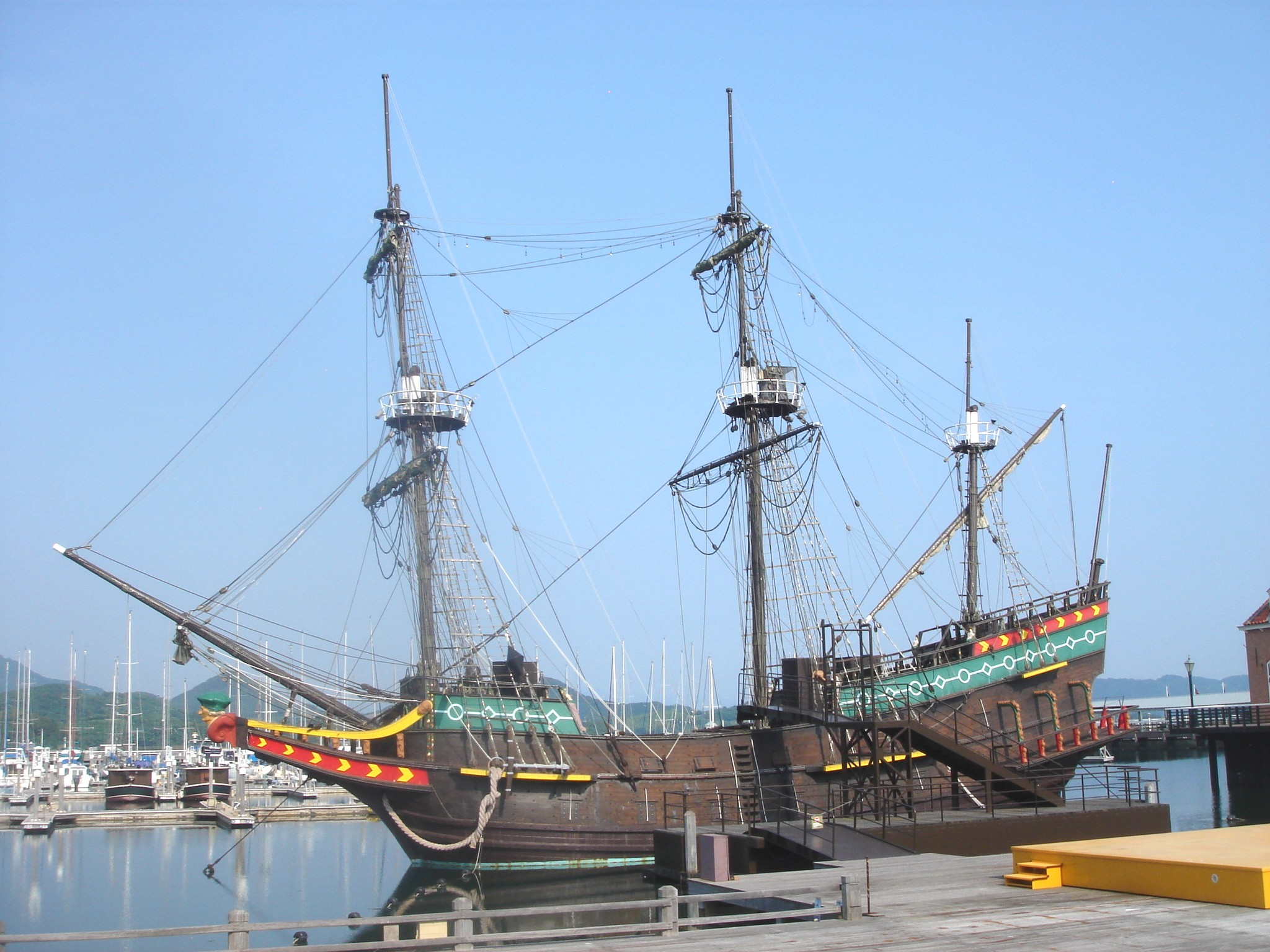
Navire de la VOC.
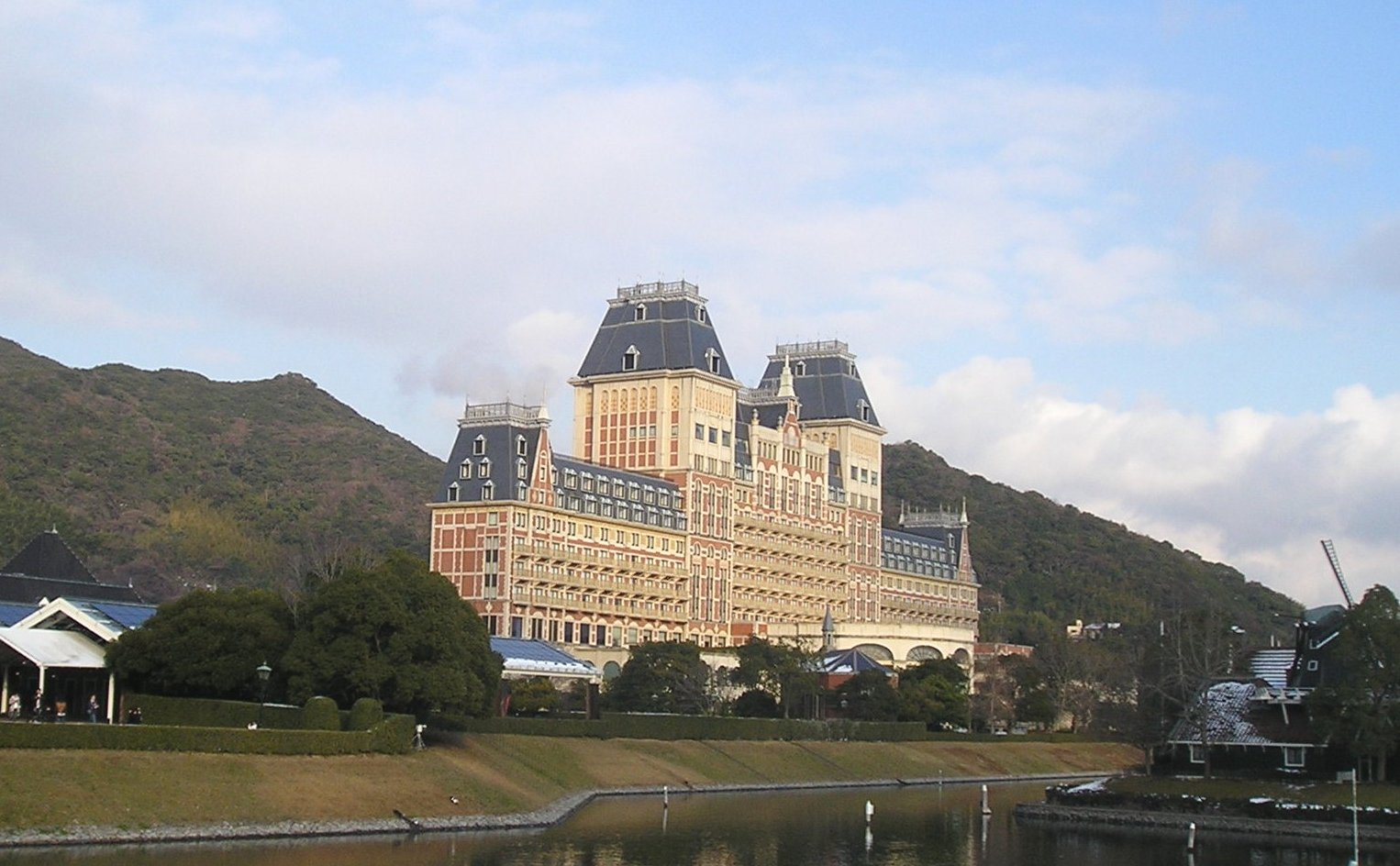
L'hôtel Okura.
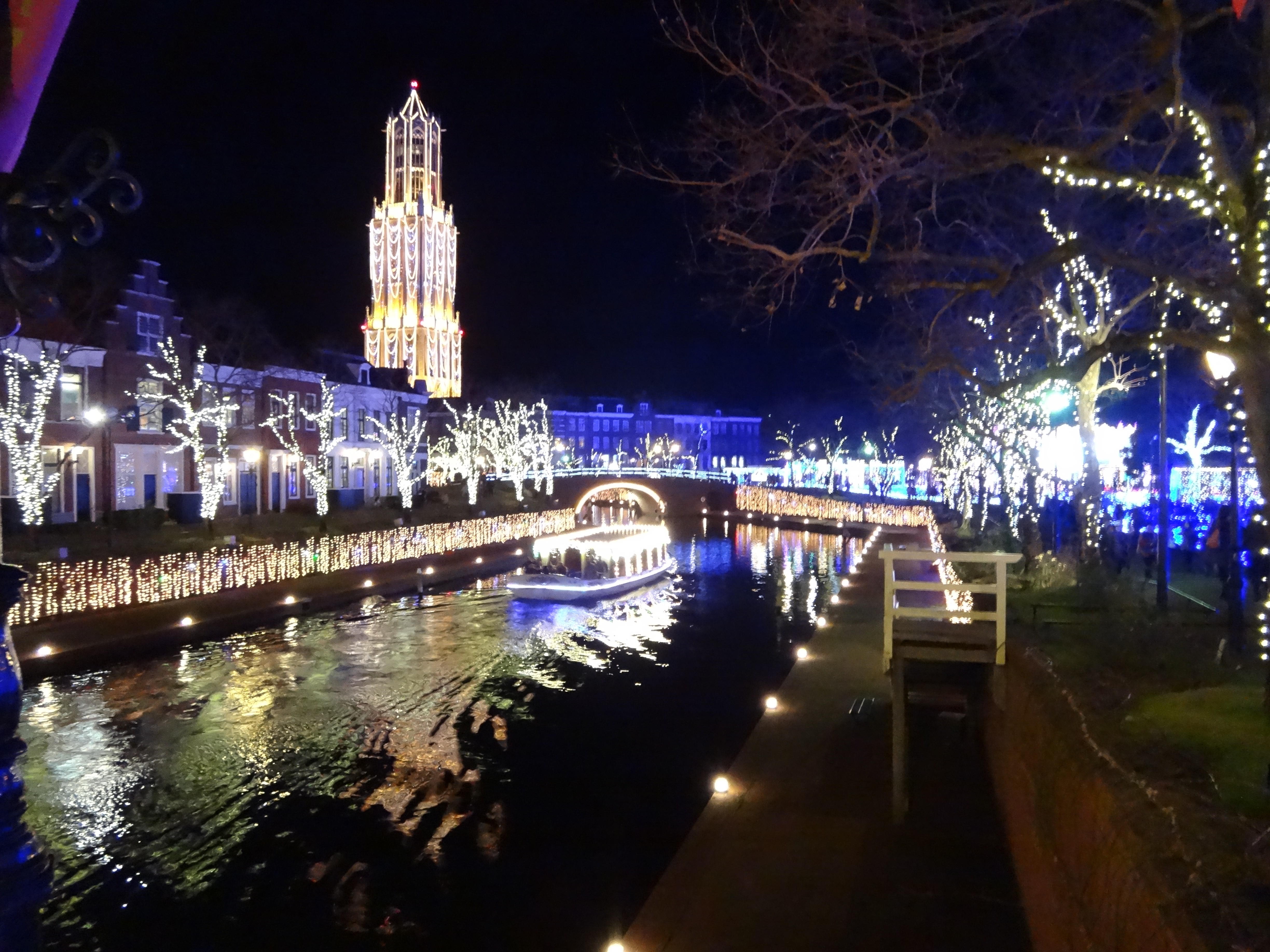